# Flavio Calzavara

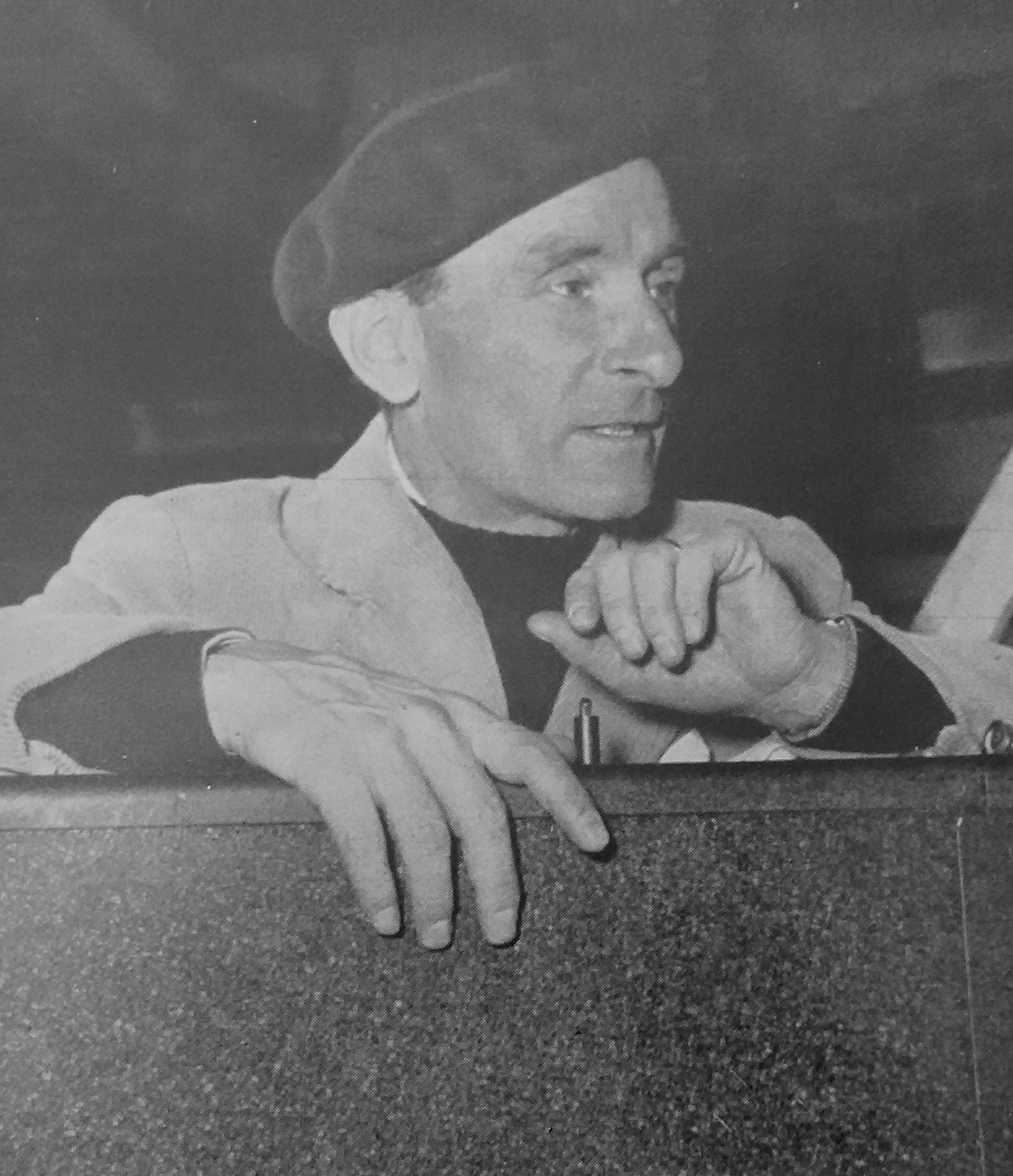
Flavio Calzavara

Flavio Calzavara (* 21. Februar 1900 in Istrana; † 10. März 1981 in Treviso) war ein italienischer Filmregisseur und Drehbuchautor.

## Leben
Calzavara schloss in Rechtswissenschaften ab und arbeitete lange Jahr als Theaterregisseur in Südamerika, nachdem er 1927 nach Buenos Aires gegangen war. Nach seiner 1933 erfolgten Rückkehr in die Heimat arbeitete er als Regieassistent von Alessandro Blasetti. 1938 debütierte er als Regisseur mit einem ersten von mehreren Filmen, in denen Doris Duranti die Hauptrolle spielte. Zwischen 1944 und 1948 lebte er in Spanien, wo er zwei Filme machte und wandte sich nach der erneuten Rückkehr leichten Stoffen zu. Immer war Calzavara an den Drehbüchern seiner Filme beteiligt.
Seine Filme zeugen von solider Arbeit, sind mit Liebe zum Detail und mit Sorgfalt für die Entwicklung der Geschichte inszeniert.

## Filmografie
- 1939: Piccoli naufraghi
- 1950: Gegen das Gesetz (Contro la legge)
- 1950: Sigillo rosso
- 1954: Rigoletto (Rigoletto e la sua tragedia)
- 1956: Canzone proibita